# Adrien Le Mayeur
Adrien-Charles-Louis Le Mayeur de Merprès, dit Adrien Le Mayeur (né à Watermael-Boitsfort, en 1844 - mort à Bruxelles, en 1923) est un peintre et graveur belge, surtout connu pour ses peintures de marine et ses paysages,.

## Biographie
Adrien Le Mayeur devient l’élève d'Isidore Meyers à Hamme-Driegoten vers 1877. Il rejoint la Dendermond School avec Isidore Meyers et Jacques Rosseels.
Il peint des paysages ensoleillés dans un style impressionniste, mais surtout des grandes marines du long de la côte belge, caractérisées par un horizon bas et une couverture nuageuse agitée. Il a également pratiqué le pointillisme pendant une courte période. 
Selon De Taeye, il brille « dans la représentation poétique de l'eau. La lumière, l'air et l'atmosphère inondent sa marine ».
Pour L. de Veyran, « L’Estacade de M. Adrien Le Mayeur, produit de l’effet. Cette mer grise, sablonneuse, qui se brise avec fracas contre une jetée, est excellemment peinte. ».
Il est décoré chevalier de l’Ordre de Léopold.
Son fils, Adrien-Jean Le Mayeur de Merprès dit  « Jean Le Mayeur »  (1880-1958), est également devenu un peintre renommé.

## Salons et expositions
Adrien Le Mayeur fait ses débuts au Salon de Bruxelles en 1870. 
Il participe à de nombreuses expositions à Anvers, Bruxelles, Chicago, Moscou, Scheveningen et Vienne. 
Il présente ses œuvres au Salon des artistes français à Paris :
- 1887 :  Bateaux pêcheurs s’échouant et Marée montante
- 1888 :  Mer du Nord marée montante et Un grain
- 1890 :  Echoué et Le Chenal d’Heyst à marée basse
- 1891 :  Éclaircie après un grain et Soleil couchant
- 1892 :  Après l’orage
- 1896 :  Un brise-lames - Mer du Nord
- 1903 :  Mer du Nord

Il participe à l'Exposition universelle de Paris en 1885 et à celle de 1900 où il reçoit une médaille de bronze.
En 1891 il remporte une médaille d’or à l’exposition de Munich.

## Œuvres dans les collections publiques
Ses tableaux sont présentés dans les musées de Bruxelles (L’estacade), Louvain, Mons (Mer calme), Namur (Le départ) et Munich (Marée montante). Une de ses œuvres se trouve à la Chambre des représentants à Bruxelles.

## Sources bibliographiques
- Dictionnaire Bénézit.
- J. Du Jardin: L'Art flamand, V, Bruxelles 1896-1900, p. 182.
- Camille Lemonnier: L'École belge de peinture 1830-1905, Bruxelles, 1906, pp. 111, 154.
- V.A. Bouquet: Adrien Le Mayeur de Merprès, Bruxelles, 1924.
- Le Dictionnaire des Peintres belges du XIVe siècle à nos jours; La Renaissance du Livre, 1995, Bruxelles,  (ISBN 2-8041-2012-0).
- L. de Veyran, Peintres et dessinateurs de la mer, histoire de la peinture de marine, Éditions Henri Laurens, Paris, 1901.
- (en) Danny Lannoy, Frieda Devinck et Thérèse Thomas: Impressionnistes à Knocke et Heyst (1870-1914); Éditeur: Stichting Kunstboek, 2007 -  (ISBN 978-90-5856-247-0).
- (nl) HOSTYN, Norbert. Adrien le Mayeur de Merpres. Neptunus, XXXII, 1986, 213, pp. 35-37.
- (nl) Danny Lannoy, Frieda Devinck en Thérèse Thomas: Impressionisten in Knocke en Heyst (1870-1914); Uitgever: Stichting Kunstboek, 2007 -  (ISBN 978-90-5856-247-0).
- (nl) P. Piron, De Belgische beeldende kunstenaars uit de 19de en 20ste eeuw, 2 dln., (Brussel), (1999).